# حكومة بن دغر
حكومة بن دغر هي حكومة يمنية، تشكلت في 4 أبريل 2016، وكلف بتشكيلها أحمد عبيد بن دغر.

## التاريخ
في يونيو 2016، تحركت الحكومة إلى عدن.
وفي 18 سبتمبر 2016، أجرى الرئيس عبد ربه منصور هادي تعديلاً وزارياً في حكومة بن دغر شمل تسع حقائب وزارية، دعا الرئيس هادي الحكومة للعودة إلى عدن والاستقرار بشكل دائم فيها، وفي 22 سبتمبر 2016، عاد رئيس الوزراء وسبعة وزراء آخرين إلى مدينة عدن، في حين أن بقية الحكومة ستعود إلى مدينة مأرب في وقت لاحق.

## التشكيل الوزاري
| الوزارة                   | الوزير                                                                                          |
| ------------------------- | ----------------------------------------------------------------------------------------------- |
| رئيس الوزراء              | أحمد عبيد بن دغر                                                                                |
| نائب رئيس الوزراء         | عبد الملك المخلافي (حتى 23 مايو 2018)                                                           |
| نائب رئيس الوزراء         | عبد العزيز جباري (1 ديسمبر 2015 - 20 مارس 2018)                                                 |
| نائب رئيس الوزراء         | اللواء الركن حسين محمد عرب                                                                      |
| المالية                   | منصر القعيطي (منذ 17 أكتوبر 2015) - أحمد عبيد الفضلي (منذ 18 سبتمبر 2016)                       |
| الخارجية                  | عبد الملك المخلافي (4 أبريل 2016 – 23 مايو 2018) - خالد اليماني (منذ 23 مايو 2018)              |
| الدفاع                    | محمود الصبيحي                                                                                   |
| الداخلية                  | اللواء الركن حسين محمد عرب (1 ديسمبر 2015 – 25 ديسمبر 2017) - أحمد الميسري (منذ 25 ديسمبر 2017) |
| الكهرباء                  | عبد الله محسن الأكوع                                                                            |
| الإعلام                   | محمد عبدالمجيد قباطي (حتى 18 سبتمبر 2016) - معمر الإريانى (منذ 18 سبتمبر 2016)                  |
| الثقافة                   | مروان أحمد دماج (منذ 18 سبتمبر 2016)                                                            |
| السياحة                   | معمر الإريانى (حتى 18 سبتمبر 2016) - محمد عبدالمجيد قباطي (منذ 18 سبتمبر 2016)                  |
| النفط                     | سيف محسن عبود الشريف (منذ 14 سبتمبر 2015)                                                       |
| العدل                     | القاضي جمال محمد عمر (منذ 27 أبريل 2017)                                                        |
| التربية والتعليم          | عبد الرزاق الأشول - عبدالله سالم لملس (منذ 18 سبتمبر 2016)                                      |
| النقل                     | مراد علي محمد عبد الحي (7 ديسمبر 2015 - 24 ديسمبر 2017) - صالح الجبواني (منذ 24 ديسمبر 2017)    |
| الرياضة                   | نايف صالح البكري(منذ 14 سبتمبر 2015)                                                            |
| التجارة                   | محمد سعيد السعدي (حتى 8 نوفمبر 2016) - محمد الميتمي (8 نوفمبر 2016 - 27 نوفمبر 2018)            |
| الإتصالات                 | لطفي باشريف                                                                                     |
| التعليم العالي            | حسين عبد الرحمن باسلامة (منذ 18 سبتمبر 2016)                                                    |
| وزيراً للدولة أمين العاصمة | عبدالغني حفظ الله جميل (منذ 18 سبتمبر 2016)                                                     |

| الوزارة                           | الوزير                                                                               |
| --------------------------------- | ------------------------------------------------------------------------------------ |
| الصحة                             | ناصر محسن باعوم                                                                      |
| الأوقاف                           | أحمد ذبيان عطية (منذ 18 سبتمبر 2016)                                                 |
| حقوق الإنسان                      | عزالدين الاصبحي                                                                      |
| الشؤون الاجتماعية                 | سميرة عبيد - ابتهاج الكمال (منذ 27 أبريل 2017)                                       |
| الشؤون القانونية                  | نهال ناجي علي العولقي (منذ 9 يناير 2016)                                             |
| الأشغال والطرق                    | وحي أمان (حتى 27 أبريل 2017) - معين عبد الملك سعيد (منذ 27 أبريل 2017)               |
| الثروة السمكية                    | فهد سليم كفاين                                                                       |
| الزراعة                           | أحمد بن أحمد الميسري (21 أكتوبر 2015 - 25 ديسمبر 2017)                               |
| المياه والبيئة                    | عزي هبة الله شريم                                                                    |
| شؤون المغتربين                    |                                                                                      |
| الخدمة المدنية                    | عبد العزيز جباري (1 ديسمبر 2015 - 20 مارس 2018) - نبيل حسن الفقيه (منذ 8 أغسطس 2018) |
| التخطيط والتعاون الدولي           | * محمد الميتمي (حتى 8 نوفمبر 2016). - محمد سعيد السعدي (منذ 8 نوفمبر 2016)           |
| الإدارة المحلية                   | عبدالرقيب فتح                                                                        |
| التعليم الفني                     | عبد الرزاق الأشول                                                                    |
| وزيرا للدولة (عضو مجلس الوزراء)   | هاني بن بريك                                                                         |
| وزيرا للدولة (عضو مجلس الوزراء)   | عبدالرب صالح السلامي (منذ 18 سبتمبر 2016)                                            |
| وزيرا للدولة لشؤون مجلس الوزراء   |                                                                                      |
| وزيرا للدولة لشؤون النواب والشورى | عثمان مجلي (منذ 9 يناير 2016)                                                        |
| وزيرا للدولة (عضو مجلس الوزراء)   |                                                                                      |
| وزيرا للدولة لشؤون الحوار الوطني  | ياسر الرعيني (منذ 9 يناير 2016)                                                      |

## طالع أيضًا
- حكومة خالد بحاح.